# Werner Deutelmoser
Werner Deutelmoser war in den 1930er-Jahren ein deutscher Tischtennis-Nationalspieler.

## Leben und Wirken
Werner Deutelmosers Lebensdaten sind kaum bekannt. Bei der Weltmeisterschaft 1930 nahm er an den Individualwettbewerben teil, wo er im Einzel ein Spiel gewann. Damals spielte er beim Verein TTC Gelb-Weiß Berlin, den er 1931 Richtung Kieler TTK Grün-Weiß verließ. Mit der Herrenmannschaft von Kiel wurde er 1932/33 Deutscher Mannschaftsmeister. Daraufhin wechselte er zurück zu TTC Gelb-Weiß Berlin, mit dem er 1933/34 wieder Mannschaftsmeister wurde. Weitere Vereinsstationen waren ab 1935 der TTC Friedenau und ab 1937 die Stuttgarter Kickers. 1940 wurde er beruflich nach Wiesbaden versetzt, wo er sich dem Verein Reichsbahnsportgemeinschaft Wiesbaden (heute VfR Wiesbaden) anschloss. Nach dem Krieg lebte er zeitweise in Hamburg und München.
Von Anfang der 1950er Jahre bis mindestens 1969 fungierte er beim Deutschen Tischtennis-Bund (DTTB) als Beisitzer im Rechtsausschuss. 1967 verlieh ihm der DTTB die Ehrennadel in Silber.
Seinen Lebensunterhalt verdiente Deutelmoser als Regierungsrat. Er hatte eine Tochter (* 1940).